# Ostrzeżenia i alarmy o skażeniach w Polsce
Ostrzeżenia i alarmy o skażeniach w Polsce – sposoby informowania o wystąpieniu lub prawdopodobieństwie wystąpienia skażenia powietrza, wód, gleby lub żywności na określonym terenie (np. skażenia promieniotwórczego, chemicznego, epidemii). Sposoby te zostały opisane w rozporządzeniu Rady Ministrów z dnia 7 stycznia 2013, dotyczącym systemów wykrywania skażeń (m.in. radiacyjnych).

## Definicje
W § 2 (ust. 1, 2, 6 i 8) Rozporządzenia Rady Ministrów w sprawie systemów wykrywania skażeń i powiadamiania o ich wystąpieniu oraz właściwości organów w tych sprawach zdefiniowano pojęcia:

- skażenie – zanieczyszczenie środowiska, w szczególności gruntu, wody, powietrza,żywności, pasz oraz powierzchni ciała ludzi lub zwierząt, niebezpiecznymi substancjami i mieszaninami chemicznymi, materiałami promieniotwórczymi lub zakaźnymi czynnikami biologicznymi, niezależnie od ich rodzaju i czasu ich oddziaływania;
- powiadamianie – przekazanie, przy użyciu wszelkich dostępnych środków, określonych informacji mających na celu zaalarmowanie właściwych władz i ludności o możliwości wystąpienia zagrożenia, o jego wystąpieniu lub ustąpieniu oraz przekazanie informacji dotyczących sposobu postępowania w danym przypadku;
- ostrzeganie – działania mające na celu przekazanie komunikatów i informacji uprzedzających o prawdopodobnych zagrożeniach i zalecających podjęcie działań zabezpieczających i ochronnych oraz instruujące o sposobach wykonania takich działań;
- alarmowanie – działania mające na celu natychmiastowe przekazanie sygnału do właściwych terytorialnie władz, służb i do ludności na danym terenie, informującego o zagrożeniu skażeniem, skażeniu lub o sytuacji kryzysowej, które zaistniały na skutek katastrofy naturalnej lub awarii technicznej, działań terrorystycznych lub na skutek zagrożenia wojennego lub wojny;
- alarm – sygnał z dowolnego źródła informujący, że zostało wykryte skażenie lub że wystąpiła sytuacja kryzysowa, które zaistniały na skutek katastrofy naturalnej lub awarii technicznej, działań terrorystycznych lub na skutek zagrożenia wojennego lub wojny.

## Sposoby powiadamiania, ostrzegania i alarmowania
Alarmy
W załączniku do Rozporządzenia Rady Ministrów w sprawie systemów wykrywania skażeń i powiadamiania o ich wystąpieniu oraz właściwości organów w tych sprawach wymieniono następujące sposoby ogłaszania i odwoływania alarmu:
Ogłoszenie:

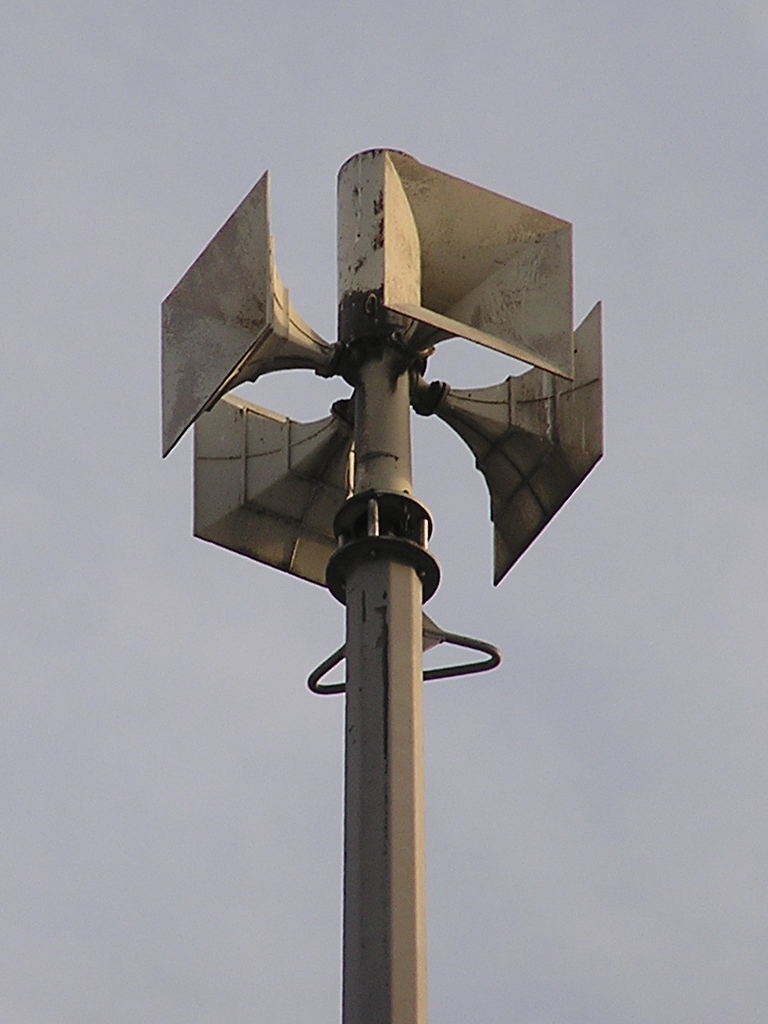
Jeden z typów syren

Ostrzeżenie o radioaktywności

- sygnał akustyczny – modulowany dźwięk syreny w okresie 3 minut,
- środki masowego przekazu – powtarzana trzykrotnie zapowiedź słowna:

Uwaga! Uwaga! Uwaga! Ogłaszam alarm (podać przyczynę, rodzaj alarmu itp.) dla …
- wizualny sygnał alarmowy – znak żółty w kształcie trójkąta (w uzasadnionych przypadkach – innej figury geometrycznej),

Odwołanie:
- sygnał akustyczny – ciągły dźwięk syreny w okresie 3 minut,
- środki masowego przekazu – powtarzana trzykrotnie zapowiedź słowna:

Uwaga! Uwaga! Uwaga! Odwołuję alarm (podać przyczynę, rodzaj alarmu itp.) dla …
Komunikaty ostrzegawcze
Ogłaszanie

Komunikaty są ogłaszane w środkach masowego przekazu w formie zależnej od rodzaju skażenia:
- uprzedzenie o zagrożeniu skażeniami – powtarzana trzykrotnie zapowiedź słowna:

Uwaga! Uwaga! Uwaga! Osoby znajdujące się na terenie ... około godz. ... min. ... może nastąpić skażenie ... (podać rodzaj skażenia) w kierunku ... (podać kierunek).
- uprzedzenie o zagrożeniu zakażeniami – treść i formę komunikatu ustalają organy Państwowej Inspekcji Sanitarnej,
- uprzedzenie o klęskach żywiołowych i zagrożeniu środowiska – powtarzana trzykrotnie zapowiedź słowna:

Informacja o zagrożeniu i sposobie postępowania mieszkańców ... (podać rodzaj zagrożenia, spodziewany czas wystąpienia i wytyczne dla mieszkańców).
Odwołanie ostrzeżenia
- o zagrożeniu skażeniami – powtarzana trzykrotnie zapowiedź słowna: Uwaga! Uwaga! Uwaga! Odwołuję uprzedzenie o zagrożeniu ... (podać rodzaj skażenia) dla ...
- o zagrożeniu zakażeniami – powtarzana trzykrotnie zapowiedź słowna: Uwaga! Uwaga! Uwaga! Odwołuję uprzedzenie o zagrożeniu ... (podać rodzaj zakażenia) dla ...
- o klęskach żywiołowych i zagrożeniu środowiska – powtarzana trzykrotnie zapowiedź słowna: Uwaga! Uwaga! Uwaga! Odwołuję uprzedzenie o zagrożeniu ... (podać rodzaj klęski) dla ...